# Ерникьой
Ерникьой или Ирникьой (на гръцки: Ποντισμένο, Пондисмено, катаревуса: Ποντισμένον, Пондисменон, до 1927 година Ερνή Κιόι, Ерни Кьой) е село в Гърция, Егейска Македония, дем Долна Джумая (Ираклия), област Централна Македония. Според преброяването от 2001 година има 1589 жители.

## География
Селото е разположено в Сярското поле северозападно от град Сяр (Серес) и северно от демовия център Долна Джумая (Ираклия), близко до източния бряг на Бутковското езеро (Керкини). Слято е със Спатово.

## История

### В Османската империя
През XIX век Ерникьой е село, числящо се към Сярска каза на Серския санджак.
Според „Етнография на вилаетите Адрианопол, Монастир и Салоника“ в 1873 година в Ерникьой (Erni-keuï) има 157 домакинства и 130 жители мюсюлмани и 350 жители българи.
В 1891 година Георги Стрезов пише за селото:
| „ | Ирни кьой, старото му българско название Еднокукьово махала, големо село на С от Баракли Джумая; произвожда най-добра пшеница и лозя. Къщи 40 български, 40 турски, 15 черкезки и 150 цигански. | “ |

Според Васил Кънчов („Македония. Етнография и статистика“) в началото на XX век селото има 675 жители, от които 300 българи, 120 турци, 75 черкези и 180 цигани.
Всички християни от Орманли са под ведомството на Цариградската патриаршия. По данни на секретаря на Българската екзархия Димитър Мишев („La Macédoine et sa Population Chrétienne“) в 1905 година в Ерникьой (Erni-Keuy) има 400 българи патриаршисти гъркомани и 600 цигани, като в селото има 1 начално гръцко училище.

### В Гърция
През Балканската война селото е освободено от части на българската армия, но остава в Гърция след Междусъюзническата война. В 1927 година селото е прекръстено на Пондисменон. Според преброяването от 1928 година селото е смесено местно-бежанско с 44 бежанско семейство и 188 души бежанци.
| Име    | Име     | Ново име | Ново име | Описание               |
| ------ | ------- | -------- | -------- | ---------------------- |
| Балджи | Μπαλτζί | Мелисия  | Μελίσσια | местност С от Ерникьой |